# Janice Blackie-Goodine
Janice Blackie-Goodine (geb. vor 1987) ist eine Szenenbildnerin.

## Leben
Blackie-Goodine begann ihre Karriere im Filmstab 1987 beim Fernsehen, wo sie zunächst an der Fernsehserie Airwolf tätig war. Nach einigen Filmen als Requisiteurin, darunter Constantin Costa-Gavras’ Thriller Verraten war 1990 John Frankenheimers Drama Powerplay ihr Debüt als Szenenbildnerin. Für Clint Eastwoods Western Erbarmungslos war sie gemeinsam mit Henry Bumstead 1993 für den Oscar in der Kategorie Bestes Szenenbild nominiert, die Auszeichnung ging in diesem Jahr jedoch an Wiedersehen in Howards End.
In der Folge arbeitete sie abwechselnd für Film und Fernsehen, zu ihren Filmen zählen unter anderem Auf Messers Schneide – Rivalen am Abgrund, Die Ermordung des Jesse James durch den Feigling Robert Ford und Breaking Dawn – Biss zum Ende der Nacht, Teil 1. Für das kanadische Weltkriegsdrama Das Feld der Ehre – Die Schlacht von Passchendaele wurde sie 2009 mit dem Genie Award ausgezeichnet. Für das Fernsehen arbeitete sie unter anderem an den Serien King & Maxwell, Intruders – Die Eindringlinge und Akte X – Die unheimlichen Fälle des FBI.

## Filmografie (Auswahl)
- 1988: Verraten (Betrayed)
- 1989: Dead Bang – Kurzer Prozess (Dead Bang)
- 1990: Powerplay (The Fourth War)
- 1990: Schrei in der Stille (Reflecting Skin)
- 1992: Erbarmungslos (Unforgiven)
- 1997: Auf Messers Schneide – Rivalen am Abgrund (The Edge)
- 1997: Wild America
- 2007: Die Ermordung des Jesse James durch den Feigling Robert Ford (The Assassination of Jesse James by the Coward Robert Ford)
- 2008: Das Feld der Ehre – Die Schlacht von Passchendaele (Passchendaele)
- 2011: Breaking Dawn – Biss zum Ende der Nacht, Teil 1 (The Twilight Saga: Breaking Dawn – Part 1)

## Nominierungen (Auswahl)
- 1994: Oscar-Nominierung in der Kategorie Bestes Szenenbild für Erbarmungslos